# صولة (غرمسار كرمان)
صولة (بالفارسية: صوله) هي منطقة سكنية تقع في إيران في قسم غرمسار الریفي. يقدر عدد سكانها بـ 79 نسمة بحسب إحصاء 2016.